# Archibald Douglas, 3:e earl av Douglas
Archibald Douglas, 3:e earl av Douglas, kallad "den grymme" (the grim), född omkring 1328, död 1400, var en skotsk adelsman, oäkta son till  James Douglas, lord av Douglas, far till Archibald Douglas, 4:e earl av Douglas.
Douglas räddades genom list från engelsk fångenskap vid Poitiers, stod sedan på David Bruces sida mot Robert Stuart och blev 1364 gränsbefälhavare. År 1371 hyllade han Robert II och fortsatte även under dennes regering att styra gränsområdet och hålla engelsmännen på avstånd. 
Han föranstaltade den uppteckning av gränstrakternas sedvanerätt, som under hans namn promulgerades 1448. Sedan han 1388 ärvt sin kusinsons gods och earlvärdighet, var han den mäktigaste mannen i Skottland, allrahelst som han gift in en son och en dotter i kungahuset.